# Mitrephora harae
Mitrephora harae är en kirimojaväxtart som beskrevs av Hiroyoshi Ohashi. Mitrephora harae ingår i släktet Mitrephora och familjen kirimojaväxter. Inga underarter finns listade i Catalogue of Life.